# Rajd San Remo 2011
Rezultaty Rajdu San Remo (52º Rallye Sanremo), eliminacji Intercontinental Rally Challenge w 2011 roku, który odbył się w dniach 22 września - 24 września. Była to dziewiąta runda IRC w tamtym roku oraz ósma asfaltowa. Bazą rajdu było miasto San Remo. Zwycięzcami rajdu została belgijska załoga Thierry Neuville i Nicolas Gilsoul jadąca Peugeotem 207 S2000. Wyprzedzili oni Norwegów Andreasa Mikkelsena i Olę Fløene w Škodzie Fabii S2000 oraz Francuzów Bryana Bouffiera i Xaviera Panseriego, także jadących Peugeotem 207 S2000.
Rajdu nie ukończyło czterech kierowców biorących udział w Intercontinental Rally Challenge. Belg Freddy Loix w Škodzie Fabii S2000 miał wypadek na 11. odcinku specjalnym. Brytyjczyk Guy Wilks w Peugeocie 207 S2000 wycofał się na 1. oesie z powodu wypadku. Na 1. oesie odpadł również Australijczyk Chris Atkinson w Protonie Satrii Neo S2000. Estończyk Karl Kruuda (Škoda Fabia S2000) miał wypadek na 7. oesie.

## Klasyfikacja ostateczna
| Miejsce                  | Zawodnik                 | Pilot                    | Samochód                 | Czas                     | Strata                   | Punkty                   |
| IRC (punktowane pozycje) | IRC (punktowane pozycje) | IRC (punktowane pozycje) | IRC (punktowane pozycje) | IRC (punktowane pozycje) | IRC (punktowane pozycje) | IRC (punktowane pozycje) |
| ------------------------ | ------------------------ | ------------------------ | ------------------------ | ------------------------ | ------------------------ | ------------------------ |
| 1.                       | Thierry Neuville         | Nicolas Gilsoul          | Peugeot 207 S2000        | 2:19:57.8                |                          | 25                       |
| 2.                       | Andreas Mikkelsen        | Ola Fløene               | Škoda Fabia S2000        | 2:19:59.3                | +1.5                     | 18                       |
| 3.                       | Bryan Bouffier           | Xavier Panseri           | Peugeot 207 S2000        | 2:20:13.8                | +16.0                    | 15                       |
| 4.                       | Jan Kopecký              | Petr Starý               | Škoda Fabia S2000        | 2:21:06.9                | +1:09.1                  | 12                       |
| 5.                       | Bruno Magalhães          | Paulo Grave              | Peugeot 207 S2000        | 2:21:23.8                | +1:26.0                  | 10                       |
| 6.                       | Alessandro Perico        | Fabrizio Carrara         | Peugeot 207 S2000        | 2:23:45.6                | +3:47.8                  | 8                        |
| 7.                       | Umberto Scandola         | Guido D’Amore            | Ford Fiesta S2000        | 2:24:03.7                | +4:05.9                  | 6                        |
| 8.                       | Pierre Campana           | Sabrina De Castelli      | Peugeot 207 S2000        | 2:24:25.8                | +4:28.0                  | 4                        |
| 9.                       | Toni Gardemeister        | Tapio Suominen           | Škoda Fabia S2000        | 2:25:21.9                | +5:24.1                  | 2                        |
| 10.                      | Giandomenico Basso       | Mitia Dotta              | Proton Satria Neo S2000  | 2:27:24.7                | +7:26.9                  | 1                        |

## Zwycięzcy odcinków specjalnych
| Dzień      | Odcinek | G. rozp. | Nazwa           | Długość | Zwycięzca                          | Czas    | Lider rajdu       |
| ---------- | ------- | -------- | --------------- | ------- | ---------------------------------- | ------- | ----------------- |
| 1 (22 WRZ) | SS1     | 13:54    | Coldirodi 1     | 13.06km | Andreas Mikkelsen                  | 8:27.3  | Andreas Mikkelsen |
| 1 (22 WRZ) | SS2     | 14:33    | Bajardo         | 7.36km  | Freddy Loix                        | 5:18.7  | Andreas Mikkelsen |
| 1 (22 WRZ) | SS3     | 14:51    | Bignone 1       | 10.59km | Freddy Loix                        | 6:51.5  | Andreas Mikkelsen |
| 1 (22 WRZ) | SS4     | 16:50    | Coldirodi 2     | 13.06km | Andreas Mikkelsen                  | 8:22.1  | Andreas Mikkelsen |
| 1 (22 WRZ) | SS5     | 17:12    | Apricale        | 17.43km | Andreas Mikkelsen                  | 12:19.4 | Andreas Mikkelsen |
| 1 (22 WRZ) | SS6     | 17:39    | Bignone 2       | 10.59km | Andreas Mikkelsen Thierry Neuville | 6:47.0  | Andreas Mikkelsen |
| 1 (22 WRZ) | SS7     | 22:33    | Ronde           | 44.00km | Freddy Loix                        | 29:35.7 | Freddy Loix       |
| 2 (24 WRZ) | SS8     | 10:16    | Colle Langan 1  | 20.57km | Thierry Neuville                   | 13:49.9 | Andreas Mikkelsen |
| 2 (24 WRZ) | SS9     | 10:53    | Passo Teglia 1  | 18.80km | Thierry Neuville                   | 13:38.6 | Andreas Mikkelsen |
| 2 (24 WRZ) | SS10    | 12:02    | Colle d'Oggia 1 | 15.47km | Freddy Loix                        | 10:27.8 | Freddy Loix       |
| 2 (24 WRZ) | SS11    | 15:16    | Colle Langan 2  | 20.57km | odcinek anulowany                  | -       | Andreas Mikkelsen |
| 2 (24 WRZ) | SS12    | 16:00    | Passo Teglia 2  | 18.80km | Thierry Neuville                   | 13:33.1 | Thierry Neuville  |
| 2 (24 WRZ) | SS13    | 17:09    | Colle d'Oggia 2 | 15.47km | Thierry Neuville                   | 10:21.3 | Thierry Neuville  |